# Ogcodes boharti
Ogcodes boharti este o specie de muște din genul Ogcodes, familia Acroceridae, descrisă de Evert I. Schlinger în anul 1960.
Este endemică în Arizona. Conform Catalogue of Life specia Ogcodes boharti nu are subspecii cunoscute.